# Punainen Mylly
Punainen Mylly var en finländsk revyteater, verksam i Helsingfors under åren 1946-65. Teatern grundades av Ossi Elstelä, som också verkade för teatern som regissör och skådespelare. Teaterns musik var ibland komponerad av Toivo Kärki och författad av Reino Helismaa. Teatern verkade på olika ställen i den finska huvudstaden, men turnerade också runt om i Finland. Några av teaterns kända medlemmar var Olavi Virta, Teijo Joutsela, Armas Jokio, Einari Ketola, Juliska Koka, Kauko Käyhkö, Lulu Paasipuro, Tuukka Soitso, Arttu Suuntala, Henry Theel och Pentti Viljanen.